# سنجدیان
سنجدیان (Elaeagnaceae) تیره‌ای از گلسرخ‌سانانِ درختچه‌ای یا درختی است با برگ‌های متناوب علفی یا چرمی و گلهای منفرد و میوهٔ معمولاً فندقه که گل‌بُنه‌ای (hypanthium) گوشتی آن را احاطه می‌کند و در رده‌بندی کرونکوئیست ۱۹۸۸ در راستهٔ افراسانان قرار دارد.